# Leopold al II-lea de Habsburg

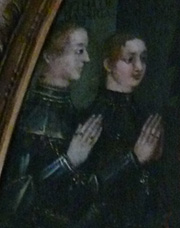
Leopold al II-lea împreună cu fratele său, Frederic al II-lea de Habsburg (Mănăstirea Neuberg)

Leopold al II-lea (n. 1328 – d. 10 august 1344) a fost cel mai mic dintre cei doi fii ai ducelui Otto cel Vesel. Bunicii săi paterni au fost regele romano-german Albert I și Elisabeta de Gorizia-Tirol. Bunicii săi materni au fost Ștefan I, duce al Bavariei Inferioare și Iudita de Schweidnitz.
Mama sa, Elisabeta a Bavariei Inferioare, a murit pe 25 martie 1330 când Leopold avea doi ani. La moartea tatălui său în 1339 Leopold avea unsprezece ani. La doar 16 ani Leopold a murit pe neașteptate cu câteva luni înainte de moartea subită a fratelui său, Frederic al II-lea, în vârstă de 17 ani. Contemporanii vremii au presupus că  cele două decese au fost provocate prin otrăvire. Întrucât cei doi băieți nu fuseseră căsătoriți și nu aveau urmași, această ramură a familiei de Habsburg a dispărut, iar moștenirea lor a fost preluată de fiii unchiului lor, ducele Albert al II-lea care era fratele lui Otto cel Vesel. Frederic a fost înmormântat în Mănăstirea Neuberg (de la Mürz).